# 2009 en Côte d'Ivoire
2007 en Côte d'Ivoire - 2008 en Côte d'Ivoire - 2009 en Côte d'Ivoire - 2010 en Côte d'Ivoire - 2011 en Côte d'Ivoire
2007 par pays en Afrique - 2008 par pays en Afrique - 2009 par pays en Afrique - 2010 par pays en Afrique - 2011 par pays en Afrique]

## Chronologie

### Janvier 2009

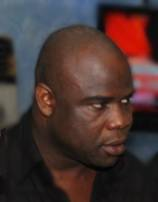
Basile Boli
(septembre 2008)

- Vendredi 9 janvier 2009 : Le champion de football, Basile Boli, lance depuis Abidjan, Africamillions, une loterie panafricaine sur le modèle de l'Euromillions dans le but de redynamiser l'économie du continent en permettant au gagnant de remporter jusqu'à 700 millions de francs CFA (un million d'euros). Selon leurs initiateurs, ce jeu qui se veut « très simple consiste à monter un loto transfrontalier avec numéros, s'adressant au plus grand nombre de pays possible et permettant de réaliser des gains très importants ».

- Jeudi 22 janvier 2009 : Patrick N'Gouan, coordinateur national de la Convention de la société civile ivoirienne, annonce que des associations de la société civile ivoiriennes, représentées par quelque « 400 personnes » issues du secteur privé, des syndicats, des ONG et de la chefferie traditionnelle, participeront du 16 au 23 mars à des « journées du consensus national » pour « réconcilier » le pays et lui permettre de devenir un « pays émergent » d'ici 2025[1].

- Mardi 27 janvier 2009 : Le Conseil de sécurité de l'ONU vote la résolution 1865, rédigée par la France et adoptée à l'unanimité. Elle proroge pour six mois le mandat de l'ONUCI mais en réduisant légèrement son effectif de 8 115 à 7 450, pour tenir compte des progrès sur la voie de la stabilisation du pays. Le Conseil exige aussi que les acteurs politiques ivoiriens s'entendent rapidement sur un nouveau calendrier électoral et fixent une date définitive pour l'élection présidentielle, constamment repoussée depuis trois ans.

### Février 2009
- Lundi 2 février 2009 : Une patrouille des Forces nouvelles a été attaquée par un groupe ex-rebelles dans la soirée à Man une localité située à 600 km à l'ouest d'Abidjan. Trois assaillants ont été tués lors de l'affrontement, la patrouille a eu un blessé. Cet évènement seraient plutôt lié à des actes de « banditisme »[2].

- Mercredi 4 février 2009 : La société d'exploration minière Randgold Resources annonce la découverte d'un important gisement d'or, situé dans le secteur de Tongon — 630 km au nord d'Abidjan — ce gisement « représente la plus importante unité minière de la Côte d'Ivoire avec plus de quatre millions d'onces », soit environ 120 tonnes. L'exploitation « à ciel ouvert » sera menée par Tongon SA — détenue à 10 % par l'État ivoirien —, devrait commencer vers la fin 2010 et se déroulera sur dix ans, « la quantité totale de matière exploitable est estimée à 38,72 millions de tonnes d'une teneur de 2,24 grammes par tonne ». En bénéfices et taxes diverses, la mine devrait rapporter environ 500 millions de dollars à l'État ivoirien[3].

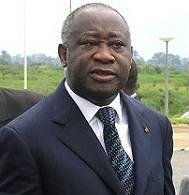
Laurent Gbagbo
(octobre 2007)

- Vendredi 13 février 2009 : Le président ivoirien Laurent Gbagbo annonce vouloir « extirper » les fonctionnaires « fictifs » figurant sur la liste des agents de l'État afin de « maîtriser la masse salariale des services publics ». Il exhorte le gouvernement « à prendre toutes les dispositions nécessaires » pour entamer un « contrôle des effectifs afin que le ministère de la Fonction publique et de l'emploi dispose d'un fichier extirpé des agents fictifs ». Il « souhaite que des efforts soient faits pour maîtriser la masse salariale des personnels du service public ». En 2009, le budget de la masse salariale de l'État s'établit à 765 milliards de francs CFA (1,16 md d'euros), soit près d'un tiers du budget (2 464 mds de FCFA, 3,75 mds d'euros).

- Dimanche 22 février 2009 : 97 détenus réputés « dangereux », condamnés pour meurtres, viols ou appartenance à une organisation criminelle, s'évadent de la prison d'Abengourou (170 km au nord d'Abidjan). 0nze vont être rapidement rattrapés[4].

### Mars 2009
- Dimanche 29 mars 2009 : 19 personnes meurent dans une bousculade au stade Houphouët-Boigny à Abidjan, lors de l'effondrement d'un pan de mur ce qui a provoqué un mouvement de foule. La police aurait alors fait usage de gaz lacrymogènes et le mouvement a dégénéré en bousculade meurtrière. Près de 50 000 spectateurs étaient présents dans le stade pour assister au match de football opposant la Côte d'Ivoire au Malawi en qualification pour le Mondial 2010.

### Avril 2009
- Jeudi 16 avril 2009 : Rassemblement à Paris d'une quarantaine de proches et de soutiens au journaliste franco-canadien Guy-André Kieffer pour demander que toute la lumière soit faite sur les conditions de sa disparition il y a cinq ans à Abidjan, le 16 avril 2004, alors qu'il enquêtait sur des malversations, notamment dans la filière cacao, la principale richesse du pays. Il avait rendez-vous avec Michel Legré, beau-frère de Simone Gbagbo, l'épouse du président ivoirien. Son corps n'a jamais été retrouvé. Selon son épouse : « Le dossier de Guy-André ne doit pas être victime du rapprochement entre la France et la Côte d'Ivoire »[5].

### Mai 2009
- Mardi 5 mai 2009 : Le secrétaire d'État français à la Coopération Alain Joyandet est en visite à Abidjan. Parmi ses visites, celle du lycée français Blaise Pascal. Incendié en novembre 2004, lors des émeutes anti-françaises, il a rouvert à la rentrée de septembre 2008. Le lycée accueille actuellement près d'un millier d'élèves de la sixième à la terminale, dont 45 % de Français et 45 % d'Ivoiriens. En novembre 2004, les « jeunes patriotes », partisans du président Laurent Gbagbo, avaient déferlé dans les rues d'Abidjan pour dénoncer la destruction par l'armée française de l'aviation ivoirienne, en riposte à un bombardement d'un camp militaire à Bouaké dans lequel neuf soldats français et un civil américain avaient été tués. Ils avaient incendiés le collège Jean-Mermoz (privé), l'école Jacques-Prévert et le lycée Blaise-Pascal, qui assuraient la scolarisation de près de 4 000 enfants de la maternelle au baccalauréat. Les manifestations anti-françaises avaient aussi dégénéré en pillages de domiciles et d'intérêts français à Abidjan et dans plusieurs villes du pays, entraînant l'évacuation en catastrophe de plus de 8 000 ressortissants étrangers, surtout des Français[6].

- Samedi 9 mai 2009 : Le photographe de presse français Jean-Paul Ney (33 ans), sorti de la Maison d'arrêt et de correction d'Abidjan (MACA), où il était incarcéré depuis janvier 2008 est arrivé à Paris. Photo-reporter indépendant, il avait été interpellé le 27 décembre 2007 puis inculpé et écroué pour « attentat » et « complot contre l'autorité de l'État ». Il avait réfuté ces accusations, assurant avoir fait son travail de journaliste. La justice ivoirienne a prononcé sa « mise en liberté provisoire », ainsi que celle de six autres personnes — des Ouest-Africains et des Ivoiriens — également détenues dans cette affaire. Jean-Paul Ney, avait mis en ligne sur internet, une vidéo montrant l'ex-chef rebelle ivoirien Ibrahim Coulibaly, actuellement en exil, tenant des propos ambigus pouvant laisser penser qu'un coup d'État se préparait[7].

- Vendredi 22 mai 2009 : Le procureur de la République d'Abidjan, Raymond Tchimou, annonce que dans l'affaire de la bousculade du 29 mars au stade Houphouët-Boigny d'Abidjan qui a fait 20 morts et 132 blessés, un dirigeant de la Fédération ivoirienne de football (FIF), Albert Kacou Anzouan, président du comité d'organisation des compétitions et trois responsables des Forces de défense et de sécurité, sont poursuivis pour « homicide et blessures involontaires ».

### Juin 2009
- Vendredi 10 juin 2009 : Les fortes pluies ont eu pour conséquence des glissements de terrain dans plusieurs quartiers d'Abidjan causant la mort de 18 personnes dans la nuit.

### Juillet 2009
- Mardi 7 juillet 2009 : Publication au Journal officiel de France, de la décision du 18 juin de la Commission consultative du secret de la défense nationale qui a émis un avis défavorable à la déclassification de 14 documents de la présidence française concernant le bombardement du camp militaire français de Bouaké le 6 novembre 2004. 9 militaires français et un civil américain avaient été tués lors du bombardement du camp par deux Sukhoï 25 des forces loyalistes ivoiriennes[8].

- Mercredi 22 juillet 2009 :

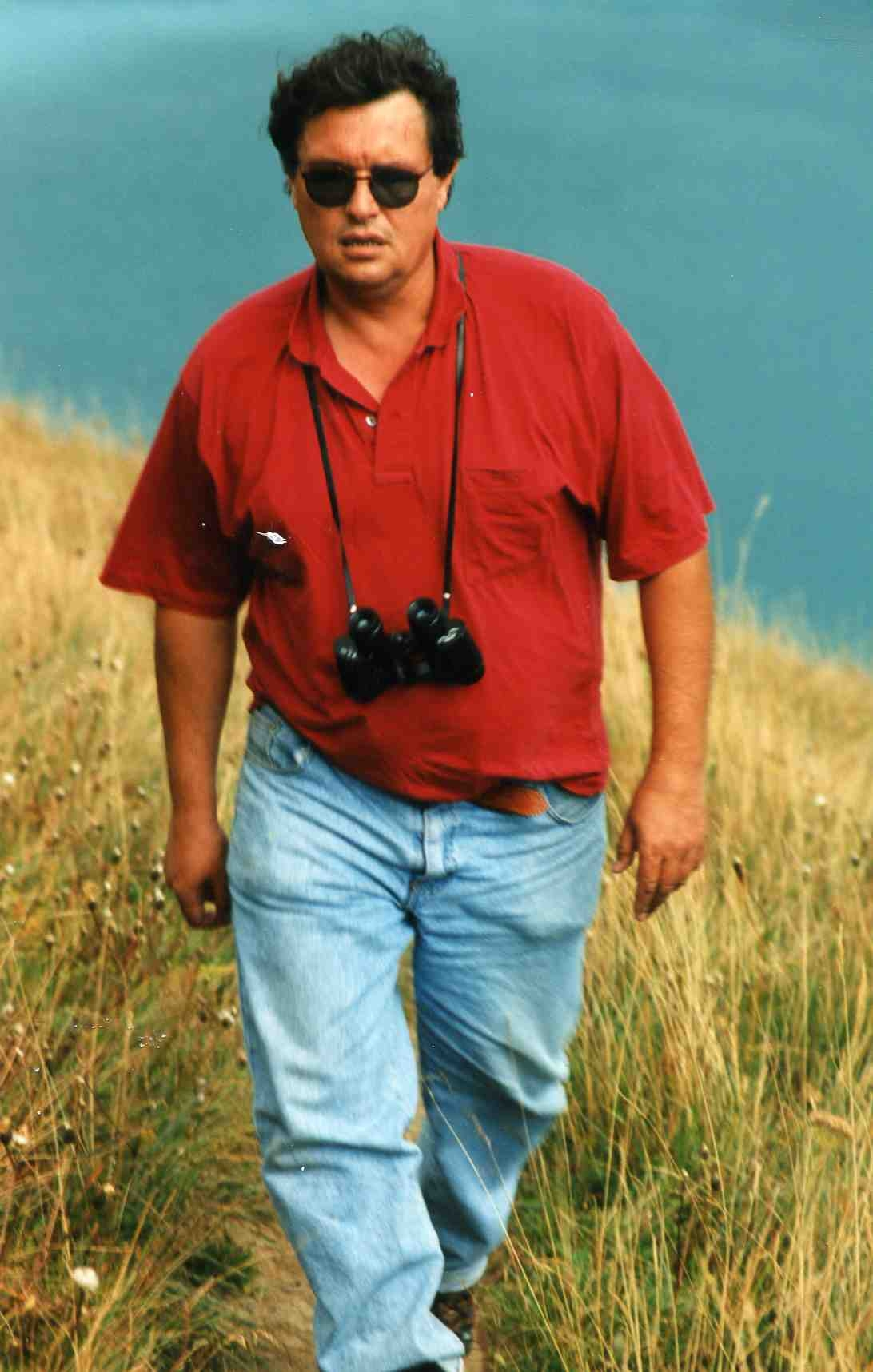
Guy-André Kieffer

  - La Commission de discipline de la Fifa inflige « une sanction de 50 000 francs suisses à la Fédération ivoirienne de football et lui a enjoint de prendre des mesures préventives pour le prochain match que sa sélection disputera à domicile » après la bousculade mortelle du 29 mars au stade Houphouët-Boigny à Abidjan qui a causé la mort de 19 personnes et en a blessé 132 autres, lors du match de football opposant la Côte d'Ivoire au Malawi en qualifications pour le Mondial-2010 et la CAN-2010. Selon les exigences de la Fifa : Lors du match de qualification pour la Coupe du monde qui sera disputé à Abidjan le 5 septembre 2009, la capacité du stade sera limitée à 20 000 spectateurs, invités compris. En outre, un cordon de sécurité devra empêcher la circulation sur un périmètre d’au moins un kilomètre autour du stade et un second cordon sera mis en place à 100-200 mètres du stade afin de filtrer l’accès des spectateurs […] Si un tel événement venait à se reproduire, la Fifa se verrait dans l’obligation d’infliger des sanctions plus sévères à la Fédération ivoirienne de football. Par ailleurs, la Fifa « a décidé de faire don de 100 000 francs suisses pour soutenir les familles des victimes de cette tragédie »[9].
  - Selon divers témoins, l'entourage de l'épouse du président ivoirien, Simone Gbagbo, serait impliqué dans la disparition du journaliste franco-canadien Guy-André Kieffer en avril 2004[10].

- Vendredi 24 juillet 2009 : Après que la presse ivoirienne a rapporté des « propos injustes » qu'auraient tenus le président français Nicolas Sarkozy, lors d'un entretien la semaine dernière avec le secrétaire général de l'ONU Ban Ki-moon, reprochant au président Laurent Gbagbo de n'être « pas digne de confiance », les partisans de Laurent Gbagbo ainsi que ceux de l'ex-rébellion, appellent au calme[11]. Les journaux accusent le président Sarkozy de suivre les traces de son prédécesseur Jacques Chirac dans ses relations avec la Côte d'Ivoire : Si le président Gbagbo « a pu se débarrasser de Chirac qui était sa bête noire, il a maintenant sur le dos son successeur » (L'Inter), « Sarkozy veut parachever le travail de son prédécesseur Chirac » (Soir Info).

### Août 2009
- Jeudi 6 août 2009 : Dans l'affaire de la disparition du journaliste franco-canadien Guy-André Kieffer en avril 2004, le parquet d'Abidjan annonce que 2 Français résidant en Côte d'Ivoire — l'homme d'affaires Jean-Michel Aron-Brunetière ainsi que Jean-Yves Garnault, conseiller du président ivoirien Laurent Gbagbo — ont été inculpés « dans la dernière semaine de juillet » par la justice ivoirienne pour « complicité d'arrestation arbitraire, enlèvement et séquestration ». Les deux hommes ont « démenti formellement toute implication dans cette affaire ». Les inculpations des deux Français sont intervenues quelques jours après qu'un nouveau témoin a évoqué l'implication de l'entourage de Simone Gbagbo dans la disparition du journaliste[12].

- Vendredi 21 août 2009 : La Fédération syndicale des travailleurs de l'eau et l'énergie (Fesene) annonce avoir porté plainte contre deux filiales du groupe français Bouygues (depuis 2005), pour « gestion opaque » de fonds sociaux, estimés à quelque 10 milliards de FCFA (15,2 M EUR), de la Compagnie ivoirienne d'électricité (CIE) et la Société de distribution d'eau de Côte d'Ivoire (Sodeci) : « Nous avons déposé une plainte contre la direction pour avoir refusé un audit et le transfert de la gestion de nos fonds […] La gestion et le contrôle de ces fonds issus d'une cotisation des travailleurs échappent à ces derniers ». La CIE est chargée de la production, de la distribution et de la commercialisation de l'électricité ivoirienne. La société emploie 33 000 agents et est devenue en 15 ans un leader africain du secteur, faisant de la Côte d'Ivoire un exportateur d'électricité, notamment vers le Ghana, le Mali et le Burkina[13].

### Septembre 2009
- Mercredi 9 septembre 2009 : L'humoriste Adama Dahico, chef du parti Doromikan (parole d'ivrogne, en langue malinké), a déposé sa candidature à l'élection présidentielle prévue le 29 novembre se présentant en « candidat indépendant de la volonté du peuple » : « C'est sérieux, nous avons décidé de prendre le pouvoir par le rire » . Célèbre à travers l'Afrique de l'Ouest, l'humoriste a pris soin de réunir les documents exigés, à l'exception du reçu attestant du dépôt d'une caution de 20 millions FCFA (30 000 euros) auprès du Trésor[14].

- Mercredi 16 septembre 2009 : Le négociant multinational en produits pétroliers Trafigura, affréteur du navire « Probo Koala », dont les déchets toxiques avaient été déversés en Côte d'Ivoire en 2006, annonce avoir proposé un accord à l'amiable aux victimes, afin que « les parties explorent la possibilité d'un compromis sur les demandes d'indemnisation qui ont été faites ». Les résidus toxiques déversés par le Probo Koala sur les côtes ivoiriennes en 2006 avaient causé la mort de 17 personnes et des milliers d'intoxication. Trafigura, dont le siège est à Londres, est poursuivi par quelque 30 000 victimes ivoiriennes, représentées par le cabinet britannique « Leigh Day and co ». Trafigura a toujours nié toute responsabilité dans les événements, menaçant de poursuite quiconque osait mettre en cause la société, alors que le quotidien The Guardian relate le contenu d'emails internes « qui révèle comment les employés de la compagnie basée à Londres [ont été mis au courant] en avance de cette opération chimique appelée "nettoyage caustique" qui a généré une si dangereuse pollution »[15].

- Samedi 19 septembre 2009 : La société de négoce Trafigura annonce avoir signé, un accord amiable avec les victimes ivoiriennes intoxiquées en août 2006, quand 500 tonnes de résidus pétroliers transportés à bord du Probo-Koala avaient été débarquées et déversées dans 18 sites autour d'Abidjan. Trafigura versera au total 30 millions de livres (33 millions d'euros) aux quelque 31 000 plaignants, au lieu des 180 réclamés à l'origine. Chaque plaignant recevra 750 000 francs CFA, soit 1 150 euros[16].

- Mardi 22 septembre 2009 : Depuis le début de la saison des pluies (juin), les inondations ont causé dans le pays la mort de 19 personnes et en ont affecté 2 000 autres.

### Octobre 2009
- Jeudi 15 octobre 2009 :
  - Le premier ministre Guillaume Soro s'insurge contre le manque de « considération » pour son pays manifesté par le secrétaire d'État français à la Coopération Alain Joyandet, qui avait déclaré qu'il fallait « absolument » organiser l'élection présidentielle en Côte d'Ivoire le 29 novembre comme prévu, même si « les listes électorales ne sont jamais parfaites » : « Si on a de la considération, on ne peut pas tenir ce genre de déclarations […] c'est comme si on ne respectait pas la population, comme si nous en Afrique n'avions pas besoin de bonnes listes électorales […] Il faut donner de la considération à l'Afrique et aux Africains. En Afrique nous nous interdisons tout commentaire sur les affaires intérieures d'un État; la réciproque doit être vraie »[17].
  - Déchets toxiques : à la suite de l'accord signé, l'indemnisation des victimes a débuté cette semaine. Quelque 30 000 plaignants doivent se partager 30 millions de livres (33 millions EUR). Les intéressés doivent notamment démontrer leur indemnisation antérieure par l'État ivoirien - ce qui établit leur statut de victime - et prouver qu'ils ont subi une consultation hospitalière. Le processus devrait durer trois semaines[18].